# Олівер Еггіманн
Олівер Еггіманн (нім. Olivier Eggimann, 28 січня 1919, Ренан — 16 квітня 2002, там само) — швейцарський футболіст, що грав на позиції півзахисника, зокрема, за клуб «Янг Бойз», а також національну збірну Швейцарії.
Триразовий чемпіон Швейцарії. П'ятиразовий володар Кубка Швейцарії.

## Клубна кар'єра
У футболі дебютував 1940 року виступами за команду «Янг Бойз», в якій провів п'ять сезонів. За цей час виборов титул володаря Кубка Швейцарії.
Згодом з 1945 по 1952 рік грав у складі команд «Лозанна», «Серветт» та «Маллі». Протягом цих років додав до переліку своїх трофеїв титул чемпіона Швейцарії, став володарем Кубка Швейцарії.
Завершив професійну ігрову кар'єру у клубі «Ла Шо-де-Фон», за команду якого виступав протягом 1952—1957 років. Протягом цих років додав до переліку своїх трофеїв два титули чемпіона Швейцарії, знову ставав володарем Кубка Швейцарії.

## Виступи за збірну
1941 року дебютував в офіційних матчах у складі національної збірної Швейцарії. Протягом кар'єри у національній команді провів у її формі 44 матчі.
У складі збірної був учасником чемпіонату світу 1950 року у Бразилії, де зіграв з Югославією (0-3), з Бразилією (2-2) і з Мексикою (2-1) і 1954 року у Швейцарії, де зіграв з Італією (4-1), з Англією (0-2) і у чвертьфіналі з Австрією (5-7).
Помер 16 квітня 2002 року на 84-му році життя.

## Титули і досягнення
- Чемпіон Швейцарії (3):

«Серветт»: 1949–1950
«Ла Шо-де-Фон»: 1953–1954, 1954–1955
- Володар Кубка Швейцарії (5):

«Янг Бойз»: 1944–1945: «Серветт»: 1948–1949
«Ла Шо-де-Фон»: 1953–1954, 1954–1955, 1956–1957